# Liste der Mitglieder der Badischen Ständeversammlung 1871 bis 1872
Diese Liste umfasst die Mitglieder der Ständeversammlung des Großherzogtums Baden für die Sessionen des 25. ordentlichen Landtags. Die Eröffnung fand am 21. November 1871 statt. Die Schlusssitzung fiel auf den 21. März 1872. Insgesamt fanden 14 Sitzungen der Ersten Kammer und 45 Sitzungen der Zweiten Kammer statt.

## Präsidium der Ersten Kammer
Präsident: Robert von Mohl

1. Vizepräsident: Gideon Weizel

2. Vizepräsident: Freiherr Karl Rüdt von Collenberg-Bödigheim

## Mitglieder der Ersten Kammer

### Prinzen des Hauses Baden
- Prinz Wilhelm von Baden
- Prinz Karl von Baden
- Markgraf Maximilian von Baden (war nie anwesend)

### Standesherren
- Fürst Karl Egon zu Fürstenberg (war nie anwesend)
- Fürst Ernst zu Leiningen (war nie anwesend)
- Fürst Erwein von der Leyen (war nie anwesend)
- Fürst Wilhelm zu Löwenstein-Wertheim-Freudenberg
- Fürst Karl zu Löwenstein-Wertheim-Rosenberg (war nie anwesend)
- Graf Karl Wenzel zu Leiningen-Billigheim (war nie anwesend)

- Graf Maximilian zu Leiningen-Neudenau (war nie anwesend)

### Vertreter des erblichen Landstands
- Graf Ludwig Wilhelm August von Langenstein und Gondelsheim (war nie anwesend)

### Vertreter der katholischen Kirche
- Lothar von Kübel,[3] Erzbistumsverweser von Freiburg (war nie anwesend)

### Vertreter der evangelischen Landeskirche
- Karl Julius Holtzmann, Prälat der Evangelischen Landeskirche

### Vertreter des grundherrlichen Adels

#### Oberhalb der Murg
- Freiherr Franz von und zu Bodman
- Freiherr Karl von Gayling
- Freiherr Heinrich von Kageneck
- Freiherr Felix von Roeder-Diersburg, Oberstleutnant a. D.

#### Unterhalb der Murg
- Graf Friedrich von Berlichingen
- Freiherr Karl von Gemmingen-Aalen
- Freiherr Wilhelm von Gemmingen, Oberstleutnant
- Freiherr Karl Rüdt von Collenberg-Bödigheim

### Vertreter der Landesuniversitäten
- Eduard Zeller,[3] Hofrat, Vertreter der Universität Heidelberg
- Heinrich Degenkolb,[3] Professor, Vertreter der Universität Freiburg

### Vom Großherzog ernannte Mitglieder
- Robert von Mohl,[3] Geheimrat
- Hermann Obkircher, Oberhofrichter
- Gideon Weizel,[3] Staatsrat
- Hermann von Hillern, Kreis- und Hofgerichtsdirektor
- Emil Herrmann,[3] Geheimrat
- August Dennig, Fabrikinhaber
- Jakob Malsch, Oberbürgermeister
- Gustav Hummel, Unternehmer

## Präsidium der Zweiten Kammer
Präsident: Ludwig Kirsner

1. Vizepräsident: Carl Eckhard

2. Vizepräsident: Friedrich Karl Christian Kiefer

## Die gewählten Abgeordneten der Zweiten Kammer
Seit 1871 wurden die badischen Wahlbezirke nicht mehr wie von 1819 bis 1870 üblich mit separaten Nummernkreisen für Stadtwahlbezirke und Ämterwahlbezirke unterschieden, sondern nach geographischen Gesichtspunkten von Süden nach Norden fortlaufend von 1 bis 56 nummeriert. Nachfolgend sind jedoch die Stadtwahlbezirke und die Ämterwahlbezirke in zwei separaten Abschnitten zusammengefasst, wodurch die Nummerierung der Wahlbezirke jeweils unvollständig erscheint.

### Stadtwahlbezirke
| Wahlbezirk | Bezeichnung des Wahlbezirks              | Name des Abgeordneten      | Fraktion                |
| ---------- | ---------------------------------------- | -------------------------- | ----------------------- |
| 3.         | Wahlbezirk der Stadt Konstanz            | Anton Schmidt              | Nationalliberale Partei |
| 9.         | Wahlbezirk der Stadt Lörrach mit Stetten | Johann Josef Grether       | Nationalliberale Partei |
| 18. I.     | Wahlbezirk der Stadt Freiburg            | Karl Friedrich Schuster    | Nationalliberale Partei |
| 18. II.    | Wahlbezirk der Stadt Freiburg            | Johann Baptist Fischer     | Nationalliberale Partei |
| 21.        | Wahlbezirk der Stadt Lahr                | Wilhelm Morstadt           | Nationalliberale Partei |
| 26.        | Wahlbezirk der Stadt Offenburg           | Matthias Intlekofer        | Nationalliberale Partei |
| 31.        | Wahlbezirk der Stadt Baden               | Karl Busch                 | Nationalliberale Partei |
| 32.        | Wahlbezirk der Stadt Rastatt             | Albert Stigler             | Nationalliberale Partei |
| 35. I.     | Wahlbezirk der Stadt Karlsruhe           | August Nicolai             | Nationalliberale Partei |
| 35. II.    | Wahlbezirk der Stadt Karlsruhe           | Heinrich Lang              | Nationalliberale Partei |
| 35. III.   | Wahlbezirk der Stadt Karlsruhe           | Jakob Gutmann              | Nationalliberale Partei |
| 37.        | Wahlbezirk der Stadt Durlach             | Rudolf von Freydorf        | Nationalliberale Partei |
| 41.        | Wahlbezirk der Stadt Bruchsal            | Jakob Weber                | Nationalliberale Partei |
| 42. I.     | Wahlbezirk der Stadt Pforzheim           | Friedrich Wilhelm Lenz     | Nationalliberale Partei |
| 42. II.    | Wahlbezirk der Stadt Pforzheim           | Moritz Müller              | Nationalliberale Partei |
| 45. I.     | Wahlbezirk der Stadt Mannheim            | Johann Peter Eichelsdörfer | Demokratische Partei    |
| 45. II.    | Wahlbezirk der Stadt Mannheim            | Elias Eller                | Demokratische Partei    |
| 45. III.   | Wahlbezirk der Stadt Mannheim            | Franz Heinrich von Feder   | Demokratische Partei    |
| 48. I.     | Wahlbezirk der Stadt Heidelberg          | Wilhelm Blum               | Nationalliberale Partei |
| 48. II.    | Wahlbezirk der Stadt Heidelberg          | Heinrich Albert Mays       | Nationalliberale Partei |

### Ämterwahlbezirke
| Wahlbezirk | Bezeichnung des Wahlbezirks                                                      | Name des Abgeordneten           | Fraktion                |
| ---------- | -------------------------------------------------------------------------------- | ------------------------------- | ----------------------- |
| 1.         | Wahlbezirk der Ämter Überlingen und Pfullendorf mit Teilen des Amtes Stockach    | Franz Xaver Heilig              | Nationalliberale Partei |
| 2.         | Wahlbezirk des Amtes Meßkirch mit Teilen des Amtes Stockach                      | Johann Baptist Roder            | Nationalliberale Partei |
| 4.         | Wahlbezirk des Amtes Konstanz                                                    | Karl Friedrich Müller           | Nationalliberale Partei |
| 5.         | Wahlbezirk des Amtes Engen mit Teilen des Amtes Stockach                         | Ludwig Gerer                    | Nationalliberale Partei |
| 6.         | Wahlbezirk des Amtes Bonndorf mit Teilen des Amtes Waldshut                      | Paul Tritscheller               | Nationalliberale Partei |
| 7.         | Wahlbezirk mit Teilen der Ämter Waldshut und Säckingen                           | Matthias Schmid                 | Nationalliberale Partei |
| 8.         | Wahlbezirk des Amtes St. Blasien mit Teilen der Ämter Schönau und Neustadt       | Otto Sachs                      | Nationalliberale Partei |
| 10.        | Wahlbezirk des Amtes Lörrach (ohne Stetten)                                      | Markus Pflüger                  | Nationalliberale Partei |
| 11.        | Wahlbezirk des Amtes Schopfheim mit Teilen der Ämter Säckingen und Schönau       | Wilhelm Fleiner                 | Nationalliberale Partei |
| 12.        | Wahlbezirk des Amtes Müllheim mit Teilen des Amtes Staufen                       | Johann Heidenreich              | Nationalliberale Partei |
| 13.        | Wahlbezirk des Amtes Donaueschingen                                              | Ludwig Kirsner                  | Nationalliberale Partei |
| 14.        | Wahlbezirk des Amtes Villingen mit Teilen des Amtes Neustadt                     | Karl Wittum                     | Nationalliberale Partei |
| 15.        | Wahlbezirk mit Teilen der Ämter Staufen und Freiburg                             | Ludwig Marbe                    | Katholische Volkspartei |
| 16.        | Wahlbezirk des Amtes Breisach mit Teilen des Amtes Freiburg                      | Johann Eschbacher               | Nationalliberale Partei |
| 17.        | Wahlbezirk des Amtes Waldkirch mit Teilen der Ämter Emmendingen und Freiburg     | Karl Maria Josef Eckhard        | Nationalliberale Partei |
| 19.        | Wahlbezirk mit Teilen des Amtes Emmendingen                                      | Theodor Frank                   | Nationalliberale Partei |
| 20.        | Wahlbezirk des Amtes Ettenheim mit Teilen des Amtes Emmendingen                  | Karl Richter                    | Nationalliberale Partei |
| 22.        | Wahlbezirk des Amtes Lahr mit Teilen des Amtes Offenburg                         | Friedrich Karl Christian Kiefer | Nationalliberale Partei |
| 23.        | Wahlbezirk des Amtes Triberg mit Teilen des Amtes Wolfach                        | Robert Gerwig                   | Nationalliberale Partei |
| 24.        | Wahlbezirk mit Teilen der Ämter Wolfach und Offenburg                            | Albert Förderer                 | Katholische Volkspartei |
| 25.        | Wahlbezirk mit Teilen des Amtes Offenburg                                        | Heinrich Hansjakob              | Katholische Volkspartei |
| 27.        | Wahlbezirk des Amtes Kehl                                                        | Karl Friedrich Schoch           | Nationalliberale Partei |
| 28.        | Wahlbezirk des Amtes Oberkirch mit Teilen des Amtes Achern                       | Karl Kimmig                     | Nationalliberale Partei |
| 29.        | Wahlbezirk mit Teilen der Ämter Achern und Bühl                                  | Leopold Neumann                 | Katholische Volkspartei |
| 30.        | Wahlbezirk des Amtes Baden mit Teilen der Ämter Bühl und Rastatt                 | Maximilian Wilhelm Reichert     | Katholische Volkspartei |
| 33.        | Wahlbezirk mit Teilen des Amtes Rastatt                                          | Joseph Albert Bickel            | Nationalliberale Partei |
| 34.        | Wahlbezirk des Amtes Ettlingen mit Teilen des Amtes Rastatt                      | Franz Xaver Lender              | Katholische Volkspartei |
| 36.        | Wahlbezirk des Amtes Karlsruhe                                                   | Julius Neßler                   | Nationalliberale Partei |
| 38.        | Wahlbezirk des Amtes Durlach mit Teilen des Amtes Bruchsal                       | Karl Friderich                  | Nationalliberale Partei |
| 39.        | Wahlbezirk des Amtes Bretten mit Teilen des Amtes Bruchsal                       | Ludwig Paravicini               | Nationalliberale Partei |
| 40.        | Wahlbezirk mit Teilen des Amtes Bruchsal                                         | Louis Schulz                    | Katholische Volkspartei |
| 43.        | Wahlbezirk des Amtes Pforzheim                                                   | Albert Georg Henne              | Nationalliberale Partei |
| 44.        | Wahlbezirk des Amtes Schwetzingen mit Teilen des Amtes Mannheim                  | Johann Diez                     | Nationalliberale Partei |
| 46.        | Wahlbezirk des Amtes Weinheim mit Teilen des Amtes Mannheim                      | Albert Bürklin                  | Nationalliberale Partei |
| 47.        | Wahlbezirk des Amtes Wiesloch mit Teilen des Amtes Heidelberg                    | Franz Ludwig Stösser            | Nationalliberale Partei |
| 49.        | Wahlbezirk mit Teilen des Amtes Heidelberg                                       | Julius Jolly                    | Nationalliberale Partei |
| 50.        | Wahlbezirk des Amtes Eppingen mit Teilen des Amtes Sinsheim                      | Wilhelm Ludwig Friedrich Lang   | Nationalliberale Partei |
| 51.        | Wahlbezirk mit Teilen des Amtes Sinsheim                                         | Friedrich Bengel                | Nationalliberale Partei |
| 52.        | Wahlbezirk des Amtes Eberbach mit Teilen des Amtes Buchen                        | Theodor Frey                    | Nationalliberale Partei |
| 53.        | Wahlbezirk des Amtes Mosbach                                                     | Friedrich Serger                | Nationalliberale Partei |
| 54.        | Wahlbezirk des Amtes Wertheim mit Teilen der Ämter Buchen und Tauberbischofsheim | Theodor Hofmann                 | Katholische Volkspartei |
| 55.        | Wahlbezirk mit Teilen des Amtes Tauberbischofsheim                               | Franz Junghanns                 | Katholische Volkspartei |
| 56.        | Wahlbezirk der Ämter Adelsheim und Boxberg                                       | Ernst Philipp Huffschmid        | Nationalliberale Partei |

## Belege und Anmerkungen
1. ↑  Ludwig Bauer, Bernhard Gißler: Die Mitglieder der Ersten Kammer der Badischen Ständeversammlung von 1819–1912. Fidelitas, Karlsruhe 1913, 5. Auflage, S. 42
2. ↑  Adolf Roth und Paul Thorbecke: Die badischen Landstände. Landtagshandbuch. Verlag der G. Braunschen Hofbuchdruckerei, Karlsruhe 1907, S. 271
3. 1 2 3 4 5 6 7 8 9 10 11 12 13 14 15 16  Dieser Mandatsträger ist in den amtlich veröffentlichten Abgeordnetenlisten als promovierter Akademiker ausgewiesen, d. h. dort üblicherweise mit einem vor dem Namen stehenden Doktor-Grad verzeichnet
4. 1 2  Bis 1931 hieß die Stadt Baden-Baden nur Baden.
5. 1 2 3  Von 1868 bis 1878 hieß das Pendant zur Deutschen Volkspartei in Baden Demokratische Partei
6. 1 2 3 4 5 6 7 8 9  Von 1869 bis 1888 hieß das Pendant zum Zentrum in Baden Katholische Volkspartei; siehe dazu den externen Link zur Erläuterung des Begriffs „Katholische Volkspartei Baden“ auf alemannische-seiten.de.